# North Bend (Washington)
North Bend ist eine Stadt (City) im King County im US-Bundesstaat Washington am Rand der Metropolregion Seattle. Vom US Census wurde eine Einwohnerzahl von 7.461 ermittelt (Stand: 2020).

Lage von North Bend im King County

Nachdem das Sägewerk Weyerhaeuser geschlossen worden war, wurde North Bend zu einer Schlafstadt von Seattle, etwa 48 km (30 mi) westlich gelegen. Die Stadt wurde durch David Lynchs Fernsehserie Twin Peaks bekannt gemacht. North Bend ist Hauptsitz von Nintendo North Bend, der nordamerikanischen Hauptproduktionsstätte des Spielkonsolenherstellers Nintendo.

## Geschichte

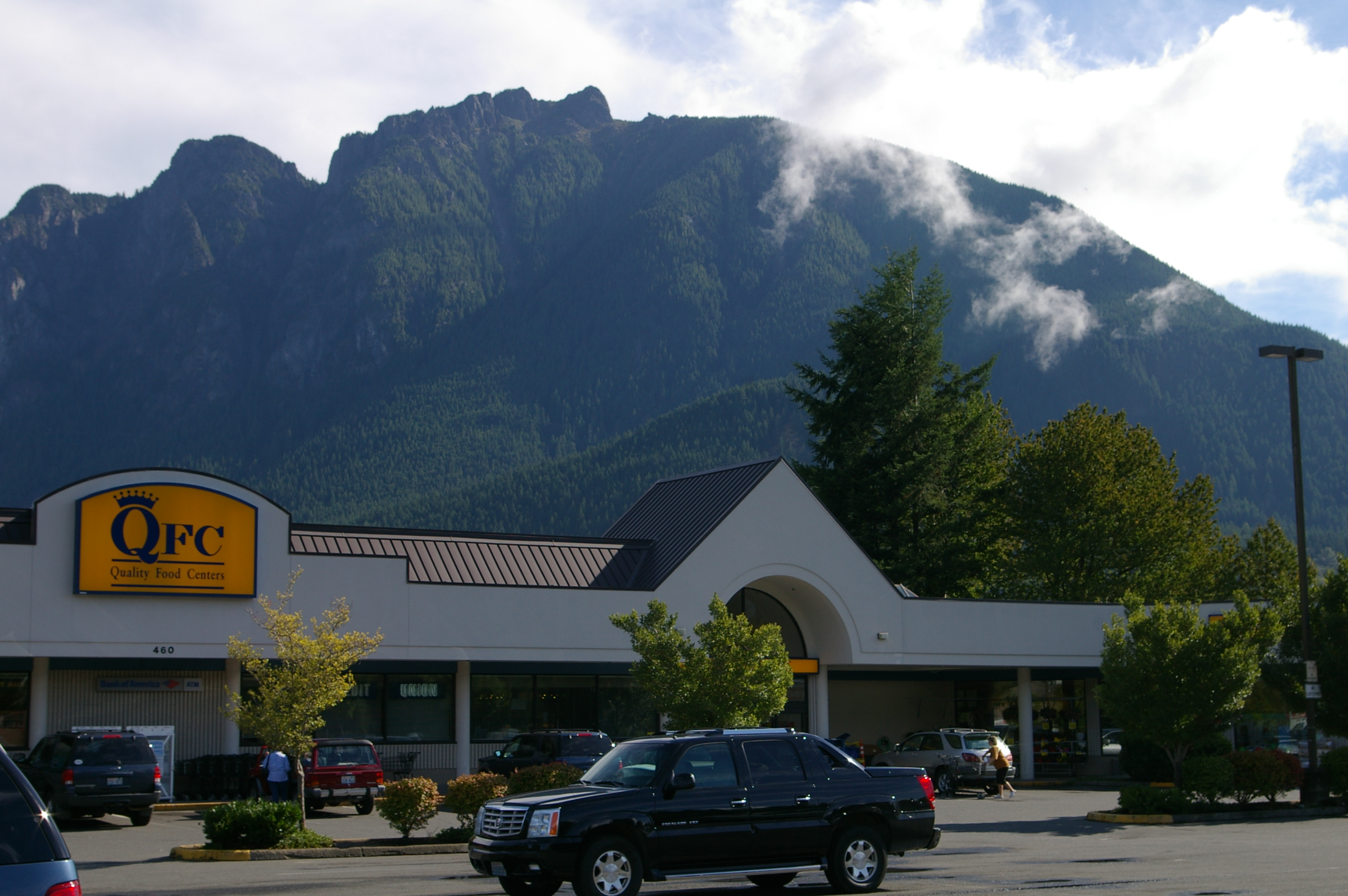
Mt. Si und Little Si hinter einem Lebensmittelmarkt.

Die im Snoqualmie Valley lebenden amerikanischen Ureinwohner, angeführt von Chief Patkanim, in den Kriegen der 1850er Jahre auf Seiten der Siedler stehend verloren mit dem Vertrag von Point Elliott ihre Titel am Landbesitz als die Siedler dem zustimmten. Einige der in diesen Kriegen dienenden Soldaten, z. B. die Brüder und Schwestern Kellogg, errichteten Hütten in der Nähe ihrer Blockhäuser; dennoch gilt Jeremiah Borst als erster Siedler im Tal (1858).
Im Jahr 1865 ließ sich Matts Peterson in dem Ort nieder, der schließlich North Bend wurde. Hoch verschuldet verkaufte er das Grundstück an Borst und zog in den Osten der Berge um. Borst schrieb an Will Taylor, welcher die Gegend verlassen hatte, um Bergbau in Kalifornien zu betreiben, und bot ihm Petersons Grundstück zum Tausch gegen eine Arbeit an. Taylor kehrte zurück und prosperierte als Farmer und Betreiber einer Handelsstation. Er nannte North Bend Snoqualmie, doch weil eine andere nahegelegene Siedlung denselben Namen trug, nannte er sie in Mountain View um. Das Post Office Department erhob jedoch gegen den Namen Mountain View Einspruch, so dass der Ort nach seiner Lage in der Nähe einer Nordkurve (englisch: north bend) des South Fork des Snoqualmie River in North Bend umbenannt wurde. North Bend wurde offiziell am 12. März 1909 als Gebietskörperschaft anerkannt.

## Geographie
Laut dem United States Census Bureau nimmt die Stadt eine Gesamtfläche von 11,16 km² ein, von denen 11,06 km² Land- und 0,1 km² Wasserfläche sind.
North Bend liegt in den Ausläufern des Kaskadengebirges, nur 50 km (31 mi) östlich von Seattle im oberen Tal des Snoqualmie River. Die nächstgelegene Stadt ist Snoqualmie, etwa 5 km (3 mi) nordwestlich gelegen. Beide Städte liegen nahe dem Zentrum der Mountains to Sound Greenway. Die markanteste geologische Erscheinung in der Nähe ist Mount Si, der über der Stadt aufragt. Mount Si ist 1.270 m hoch und thront über der Stadt, die selbst nur etwa 130 m hoch liegt. Ein etwa 6,5 km (4 mi) langer Pfad windet sich zum Gipfel, der auch eine Steilwand von 1.100 m Höhe aufweist.
Am 6. Juli 2009 wurden Tanner und das Stilson-Gebiet eingemeindet.

### Umliegende Gemeinden
Im Nordwesten von North Bend liegt Snoqualmie, im Westen Preston, im Südwesten Hobart und im Südosten Snoqualmie Pass.

### Klima
North Bends ist warm und allgemein trocken im Sommer, wenn die Temperaturen zwischen 20 und 25 °C betragen, sowie mild bis kalt im Winter mit Temperaturen von −1 … 10 °C. Die Lage der Stadt in den Ausläufern des Kaskadengebirges bedeutet signifikant höhere jährliche Niederschläge als andere Vorstädte im Westen und auch heftigere Schneefälle im Winter. Der Allzeit-Rekord für die höchste Temperatur beträgt 40,5 °C und wurde 2009 gemessen. Der wärmste Monat ist der August mit einer durchschnittlichen Höchsttemperatur von 25 °C, während der kälteste Monat der Januar mit einer durchschnittlichen Tiefsttemperatur von −1,7 °C. Der durchschnittliche jährliche Niederschlag in North Bend beträgt 1.501,1 mm mit 373,4 mm Schnee. Die Wintermonate sind tendenziell feuchter als die Sommermonate.
|                        | Jan    | Feb    | Mär    | Apr    | Mai   | Jun   | Jul   | Aug   | Sep   | Okt    | Nov    | Dez    |   |          |
| Mittl. Temperatur (°C) | 1,4    | 3,3    | 6,7    | 9,7    | 12,5  | 15,6  | 17,5  | 17,8  | 14,7  | 10,3   | 5,8    | 2,2    | ⌀ | 9,8      |
| Mittl. Tagesmax. (°C)  | 19,4   | 23,9   | 26,1   | 32,2   | 36,1  | 37,2  | 40,6  | 38,9  | 36,7  | 35,0   | 23,9   | 19,4   | ⌀ | 30,8     |
| Mittl. Tagesmin. (°C)  | −13,9  | −22,8  | −13,3  | −4,4   | −3,3  | −0,6  | 2,2   | 1,7   | −1,1  | −5,0   | −16,7  | −18,9  | ⌀ | −7,9     |
|                        |        |        |        |        |       |       |       |       |       |        |        |        |   |          |
| Niederschlag (mm)      | 209,55 | 149,35 | 149,35 | 112,01 | 88,65 | 72,14 | 33,27 | 37,85 | 75,44 | 138,68 | 215,65 | 218,69 | Σ | 1.500,63 |

| −13,9 |

| −22,8 |

| −13,3 |

| −4,4 |

| −3,3 |

| −0,6 |

| 2,2 |

| 1,7 |

| −1,1 |

| −5,0 |

| −16,7 |

| −18,9 |

| −13,9 |

| −22,8 |

| −13,3 |

| −4,4 |

| −3,3 |

| −0,6 |

| 2,2 |

| 1,7 |

| −1,1 |

| −5,0 |

| −16,7 |

| −18,9 |

## Demographie
| Jahr | Einwohner¹ |
| ---- | ---------- |
| 1910 | 299        |
| 1920 | 387        |
| 1930 | 548        |
| 1940 | 646        |
| 1950 | 787        |
| 1960 | 945        |
| 1970 | 1.625      |
| 1980 | 1.701      |
| 1990 | 2.578      |
| 2000 | 4.746      |
| 2010 | 5.731      |
| 2016 | 6.739      |
| 2020 | 7.461      |

¹ 1910–2020: Volkszählungsergebnisse. 2016: Schätzung des United States Census Bureau;

### Census 2010
Nach der Volkszählung von 2010 gab es in North Bend 5.731 Einwohner, 2.210 Haushalte und 1.487 Familien. Die Bevölkerungsdichte betrug 518,2 pro km². Es gab 2.348 Wohneinheiten bei einer mittleren Dichte von 212,3 pro km². Die Bevölkerung bestand zu 90,7 % aus Weißen, zu 0,5 % aus Afroamerikanern, zu 0,9 % aus Indianern, zu 1,6 % aus Asiaten, zu 0,1 % aus Pazifik-Insulanern, zu 2,5 % aus anderen „Rassen“ und zu 3,6 % aus zwei oder mehr „Rassen“. Hispanics oder Latinos „jeglicher Rasse“ bildeten 6,4 % der Bevölkerung.
Von den 2.210 Haushalten beherbergten 39 % Kinder unter 18 Jahren, 52,9 % wurden von zusammen lebenden verheirateten Paaren, 10 % von alleinerziehenden Müttern und 4,4 % von alleinstehenden Vätern geführt; 32,7 % waren Nicht-Familien. 24,8 % der Haushalte waren Singles und 9 % waren alleinstehende über 65-jährige Personen. Die durchschnittliche Haushaltsgröße betrug 2,57 und die durchschnittliche Familiengröße 3,1 Personen.
Der Median des Alters in der Stadt betrug 38,7 Jahre. 26,8 % der Einwohner waren unter 18, 6,8 % zwischen 18 und 24, 27,6 % zwischen 25 und 44, 29,4 % zwischen 45 und 64 und 9,4 % 65 Jahre oder älter. Von den Einwohnern waren 49,3 % Männer und 50,7 % Frauen.

### Census 2000
Nach der Volkszählung von 2000 hatte North Bend 4.746 Einwohner, 1.841 Haushalte und 1.286 Familien. Die Bevölkerungsdichte betrug 623,3 pro km². Es gab 1.889 Wohneinheiten bei einer mittleren Dichte von 248,1 pro km². Die Bevölkerung bestand zu 92,01 % aus Weißen, zu 0,7 % aus Afroamerikanern, zu 1,03 % aus Indianern, zu 2,23 % aus Asiaten, zu 0,17 % aus Pazifik-Insulanern, zu 1,45 % aus anderen „Rassen“ und zu 2,4 % aus zwei oder mehr „Rassen“. Hispanics oder Latinos „jeglicher Rasse“ bildeten 3,79 % der Bevölkerung.
Von den 1.841 Haushalten beherbergten 37,8 % Kinder unter 18 Jahren, 57,1 % wurden von zusammen lebenden verheirateten Paaren und 8,8 % von alleinstehenden Müttern geführt; 30,1 % waren Nicht-Familien. 23,7 % der Haushalte waren Singles und 10,8 % waren alleinstehende über 65-jährige Personen. Die durchschnittliche Haushaltsgröße betrug 2,53 und die durchschnittliche Familiengröße 3,01 Personen.
Der Median des Alters in der Stadt betrug 34 Jahre. 27,3 % der Einwohner waren unter 18, 6,7 % zwischen 18 und 24, 37,1 % zwischen 25 und 44, 18,4 % zwischen 45 und 64 und 10,6 % 65 Jahre oder älter. Auf 100 Frauen kamen 97,5 Männer, bei den über 18-Jährigen waren es 94 Männer auf 100 Frauen.
Alle Angaben zum mittleren Einkommen beziehen sich auf den Median. Das mittlere Haushaltseinkommen betrug 61.534 US$, in den Familien waren es 69.402 US$. Männer hatten ein mittleres Einkommen von 57.333 US$ gegenüber 38.401 US$ bei Frauen. Das Pro-Kopf-Einkommen betrug 28.229 US$. Etwa 2,1 % der Familien und 4,7 % der Gesamtbevölkerung lebte unterhalb der Armutsgrenze; das betraf 5,1 % der unter 18-Jährigen und 3 % der über 65-Jährigen.

## Kultur

### Das historische McGrath Hotel
Das McGrath Hotel befindet sich an der Stelle der Hütte von William Henry Taylor, der North Bend 1889 begründete. Im Oktober 1921 erwarben Jack McGrath und seine Frau Caroline den Grund für ihr künftiges Unternehmen, McGrath’s Café; der Bau wurde 1922 als eingeschossiges Restaurant vollendet. Früh im Jahr 1926 wurde das Gebäude um zwei Erkerfenster nach Westen erweitert, um eine Hotellobby zu schaffen (heute die Bar) und ein zweites Stockwerk wurde zur Aufnahme der Hotelzimmer des neuen McGrath Hotel auf das gesamte Gebäude gesetzt. Nach vielen Jahren ohne Unterhaltung wurde das McGrath durch ein am Ort ansässiges Paar gekauft, die zwei Jahre in die Renovierung investierten. Heutzutage wird es im National Register of Historic Places aufgeführt. Das Erdgeschoss beherbergt zurzeit einen beliebten Pub mit Brauhaus, das Brickyard Brewing.

### North Bend Theatre

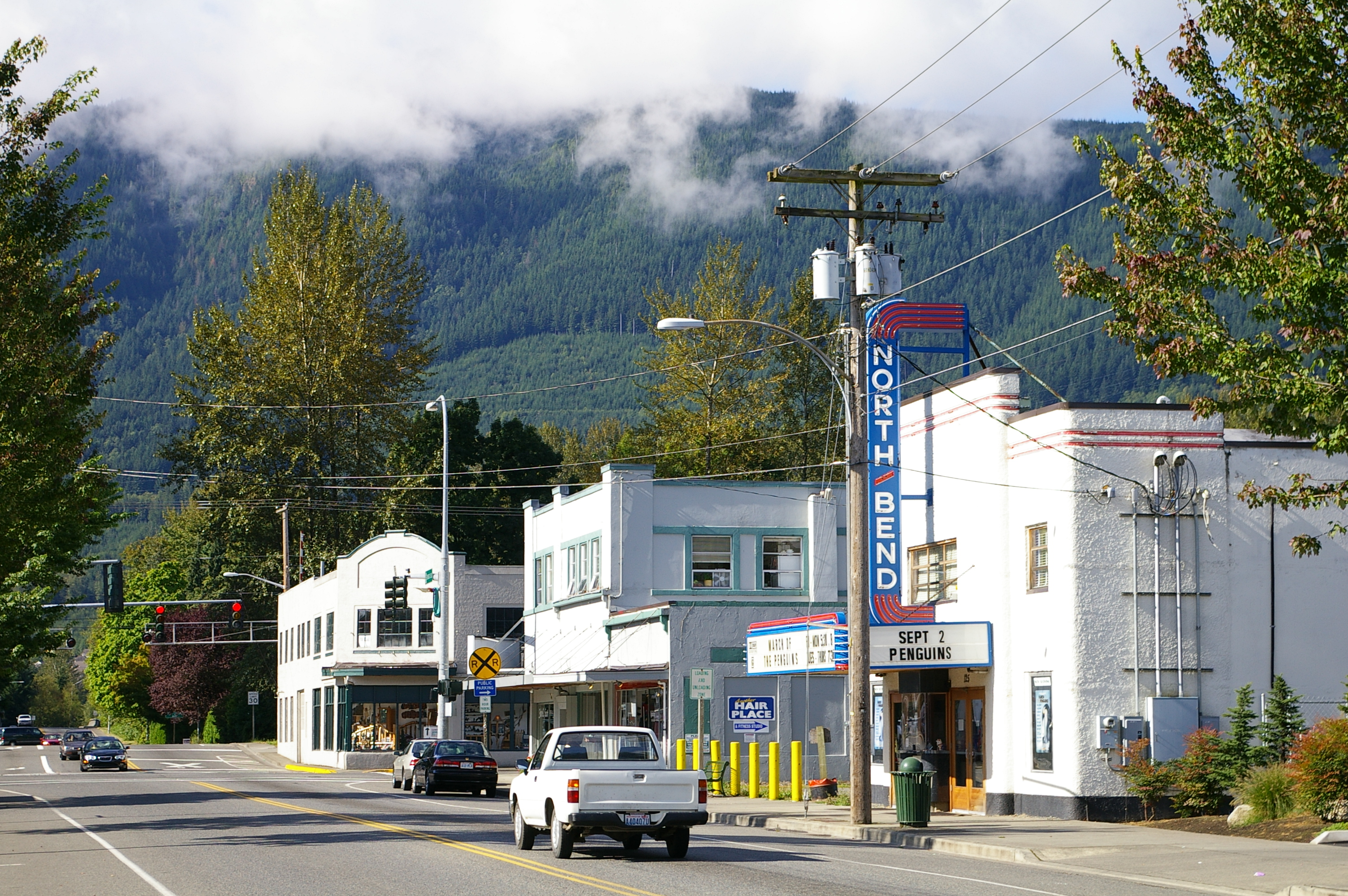
North Bend Theater

Am 9. April 1941 öffnete das North Bend Theatre seine Türen. Es wird seitdem kontinuierlich als unabhängiges Filmtheater betrieben. Das Theater wurde 1999 einer umfangreichen Renovierung und Rekonstruktion unterzogen. Durch eine erfolgreiche Spendensammlung (mehr als 100.000 US$) wurde das Theater 2013 einmal mehr vor der Schließung bewahrt und die 35-mm-Filmanlage durch eine digitale 4K-Video-Anlage ersetzt. Über all die Erneuerungen hinweg blieb der unverwechselbare Charakter des Art-déco-Gebäudes von 1941 erhalten.

### Valley Center Stage
Die Valley Center Stage ist ein kommunales Theater, das die darstellenden Künste in ihrer ganzen Vielfalt darbietet. Das Theater zeigt regelmäßig Vorstellungen der Klassik und Komödie. Zusätzlich bietet das Theater den Bewohnern des Tals Möglichkeiten der Mitgestaltung bei den Theaterproduktionen.

### Snoqualmie Valley Historical Museum
Das Snoqualmie Valley Historical Museum, unterhalten von der Snoqualmie Valley Historical Society, bewahrt die Geschichte des Snoqualmie Valley seit über 50 Jahren.

## Verkehr
North Bend liegt etwa 50 km östlich von Seattle an der Interstate 90. Es gibt regelmäßige Busverbindungen, betrieben von der King County Metro auf der Route 208. Die Metro-Busse sind mit Fahrradträgern ausgestattet. Es gibt eine Reihe von Fahrgemeinschaften nach Redmond, Bellevue, Seattle und Renton. Die Snoqualmie Valley Transportation bietet eine Tür-zu-Tür-Beförderung für die Allgemeinheit in North Bend, Snoqualmie, Preston, Fall City, Carnation, Duvall und Monroe.
North Bend hat ein ziemlich bescheidenes Wegesystem. Der Snoqualmie Valley Regional Trail erstreckt sich von Duvall über Carnation, Fall City, Snoqualmie und North Bend zum Rattlesnake Lake. Dieser über 50 km (31,5 mi) lange Weg verbindet den John Wayne Pioneer Trail (welcher quer durch Washington bis zur Grenze nach Idaho führt) mit dem ausgedehnten Wegenetz von Snoqualmie City. In der Innenstadt von North Bend gibt es ein eigenes Wegenetz, das die Si View-Umgebung und den Snoqualmie River an verschiedenen Stellen erreicht.

## Galerie

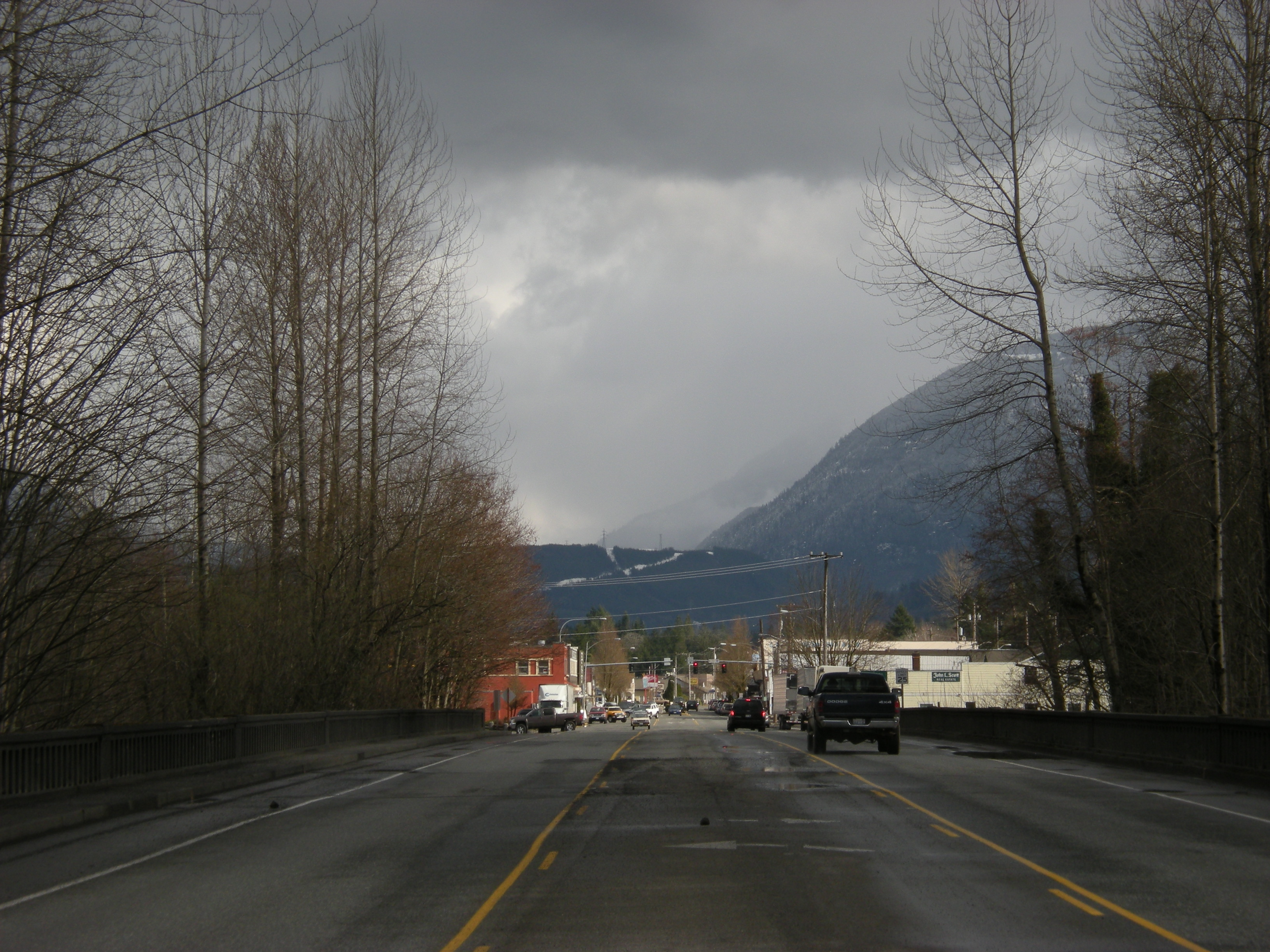
North Bend von Westen gesehen
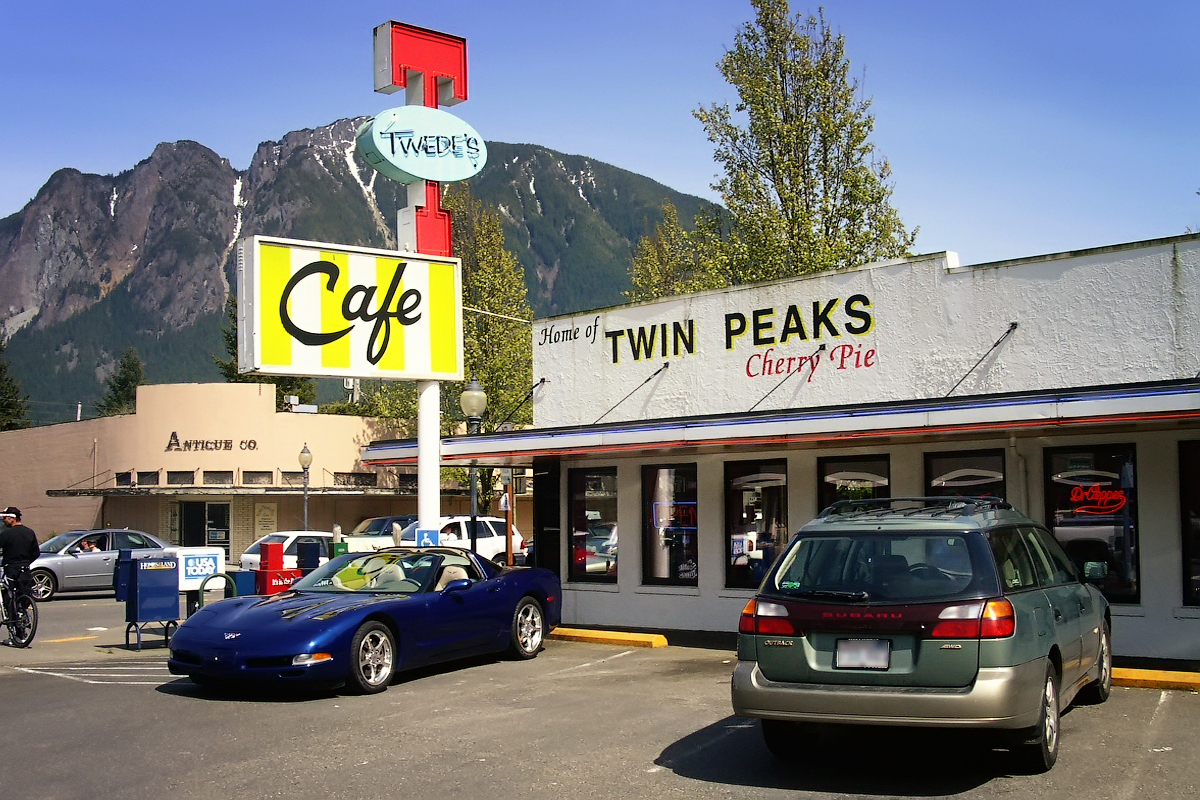
Twede’s Café
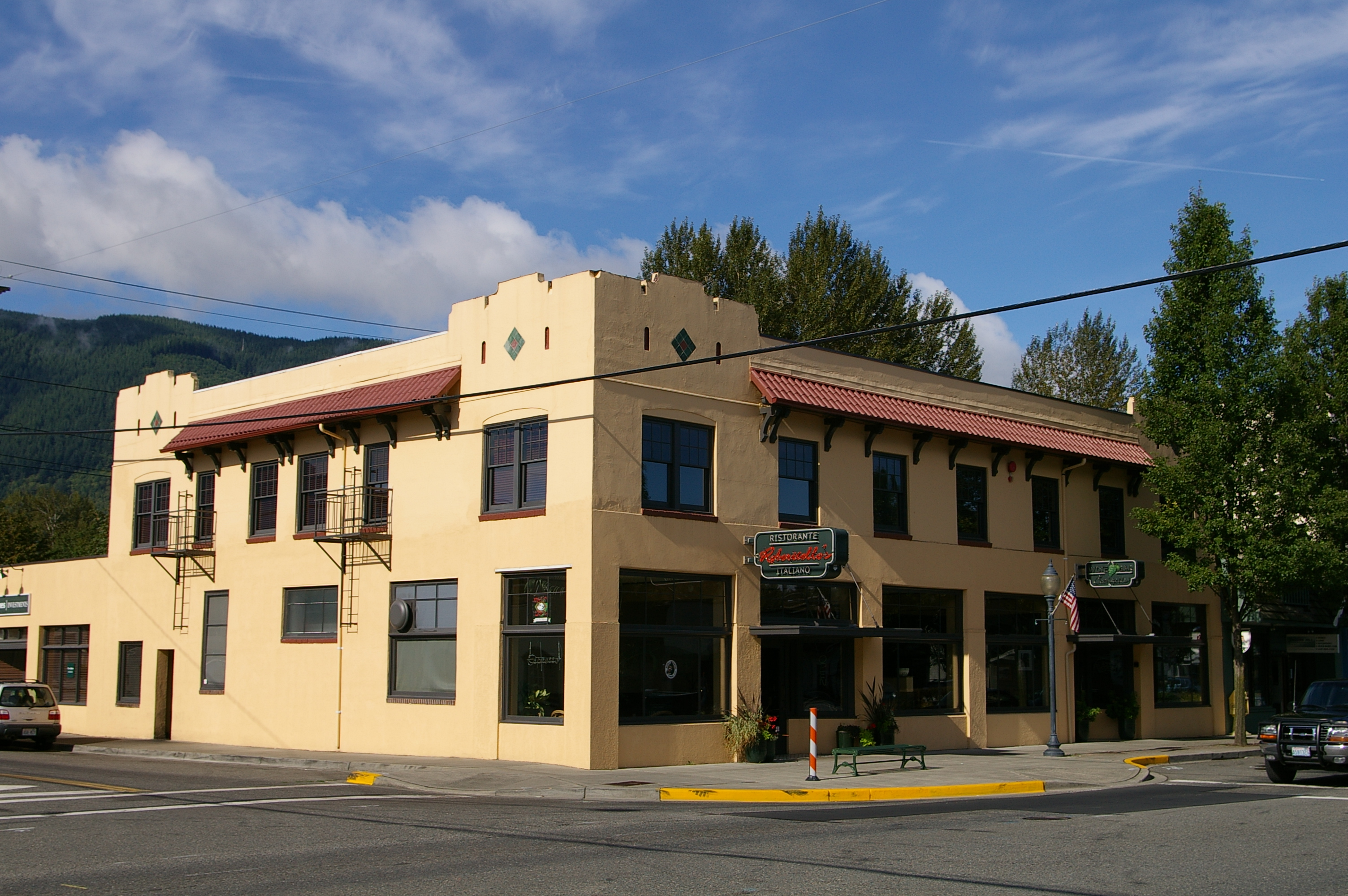
Das historische McGrath Hotel, jetzt Brickyard Brewing
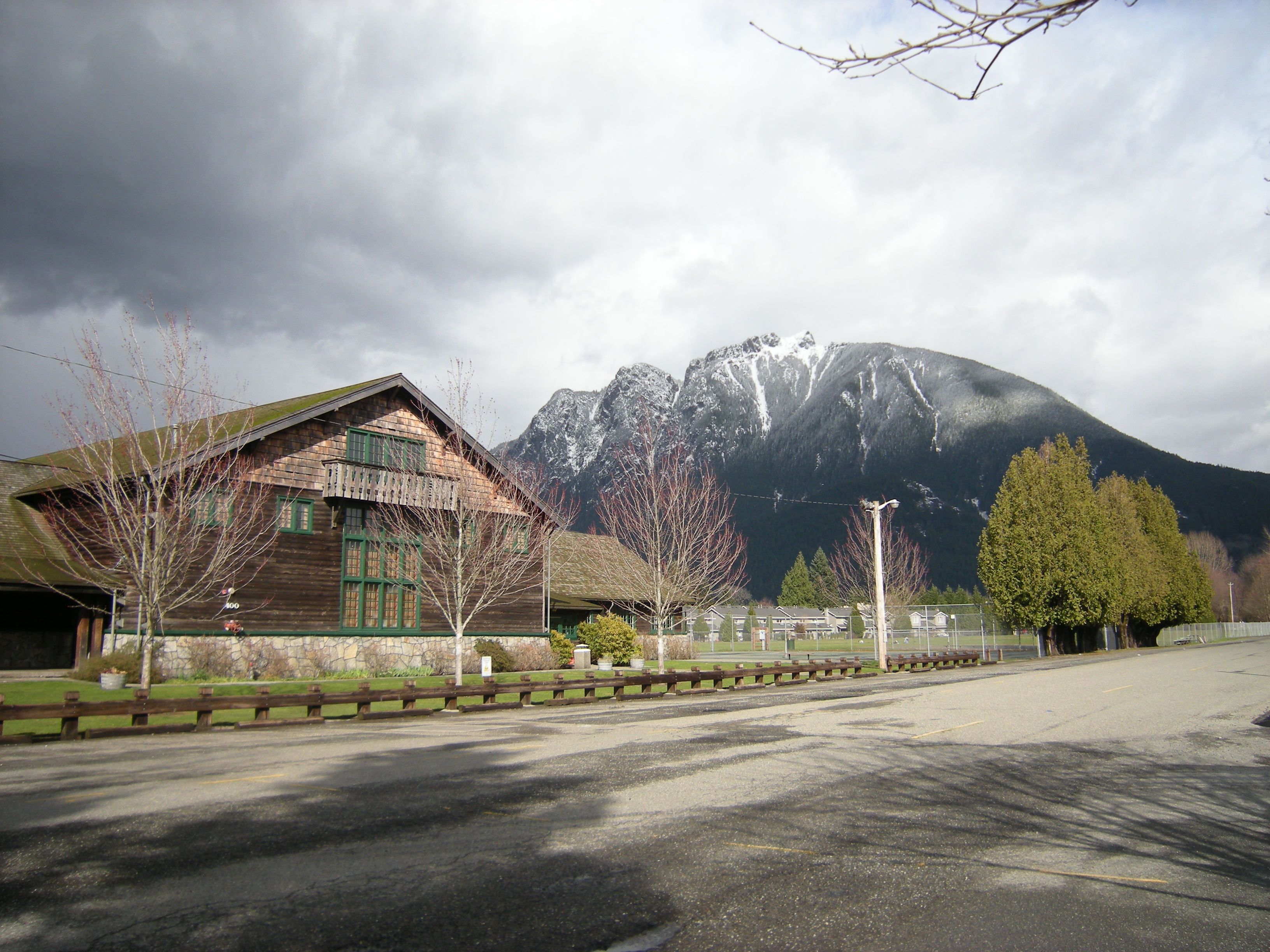
Die historische Schwimm- und Sporthalle
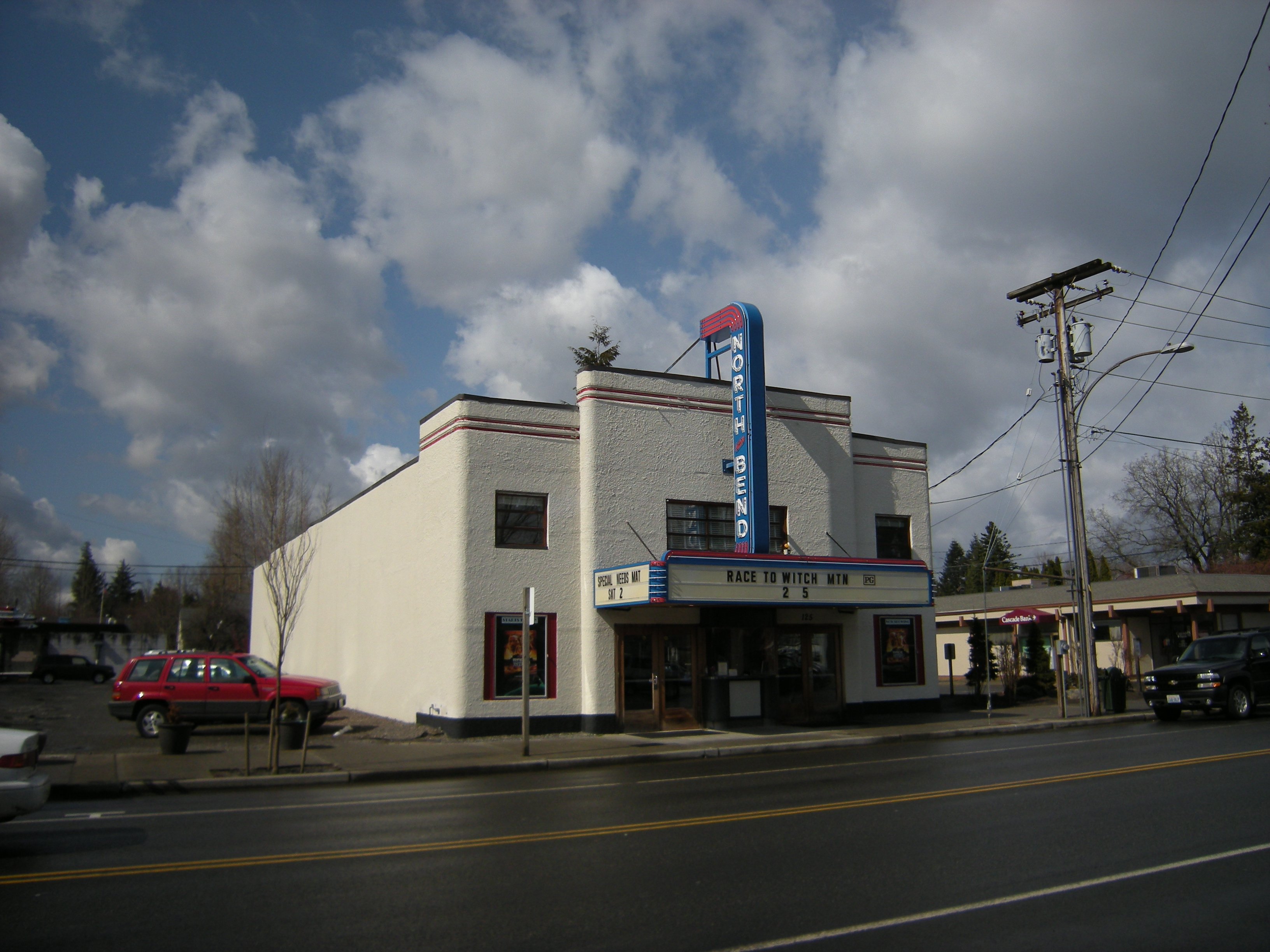
Das vollkommen restaurierte und modernisierte Filmtheater
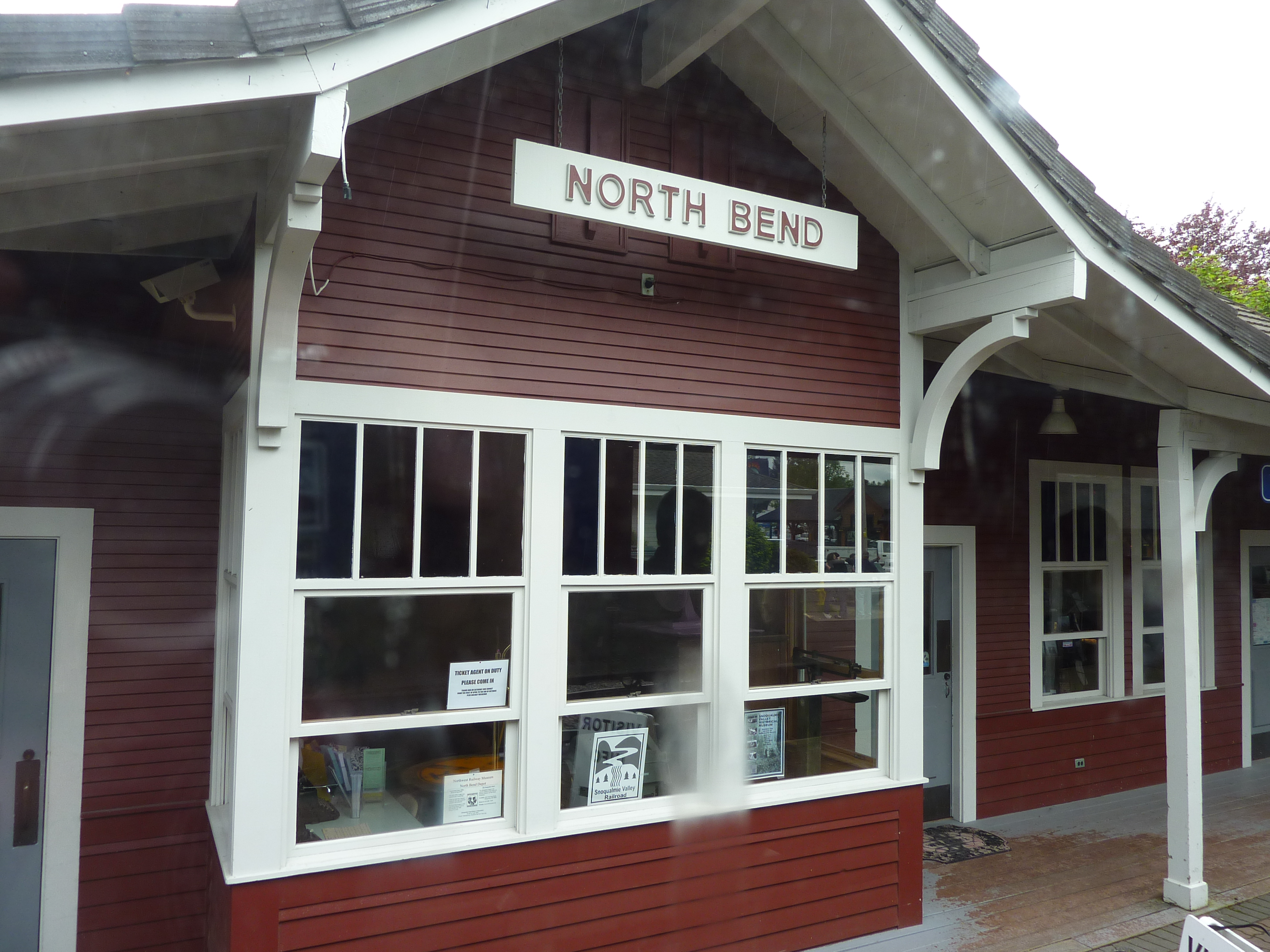
Das Eisenbahn-Museum
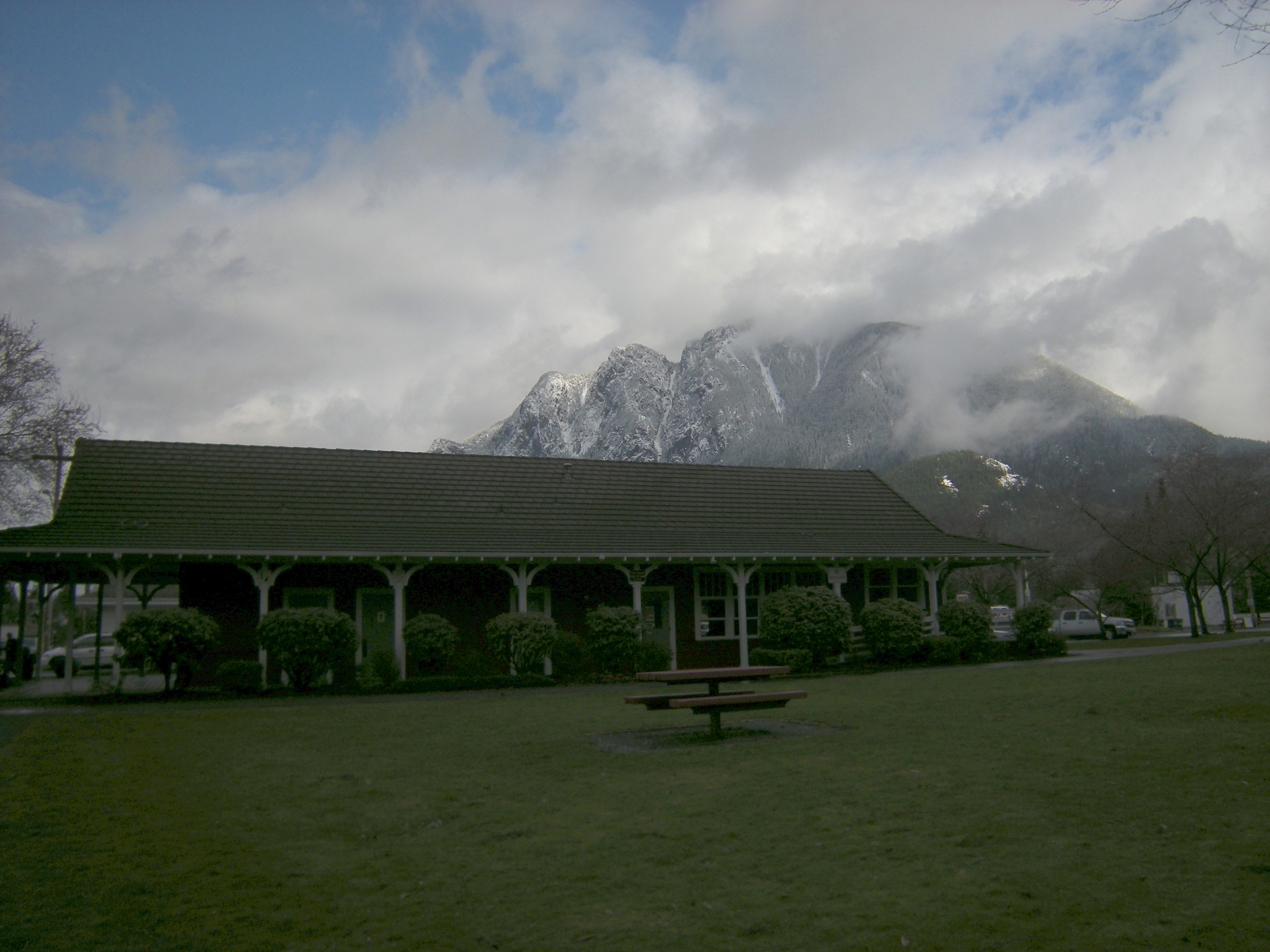
Der William Henry Taylor Railroad Park
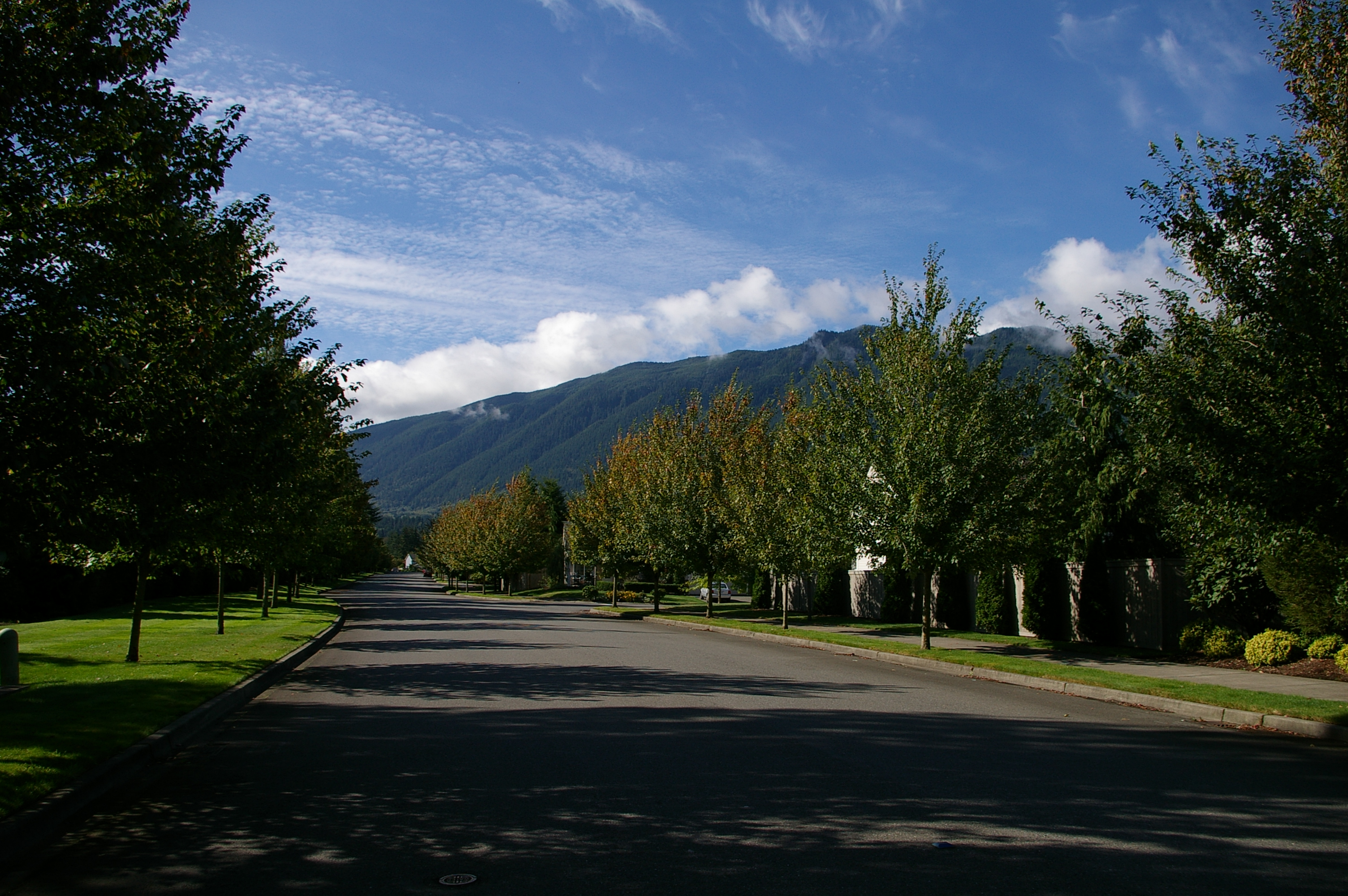
Die Si View-Umgebung mit dem Rattlesnake Ridge im Hintergrund
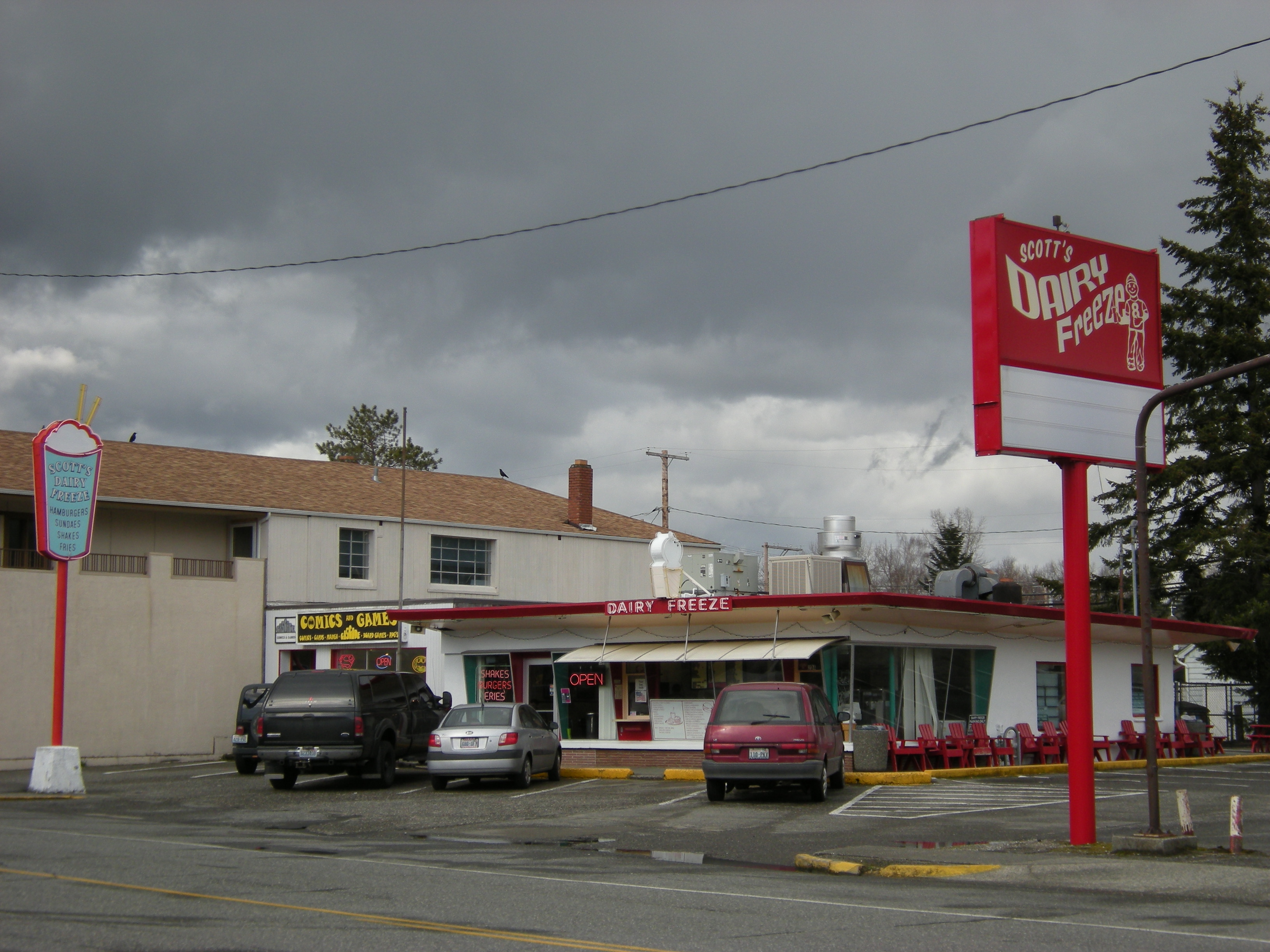
Scott’s Dairy Freeze am North Bend Way, gegründet 1949
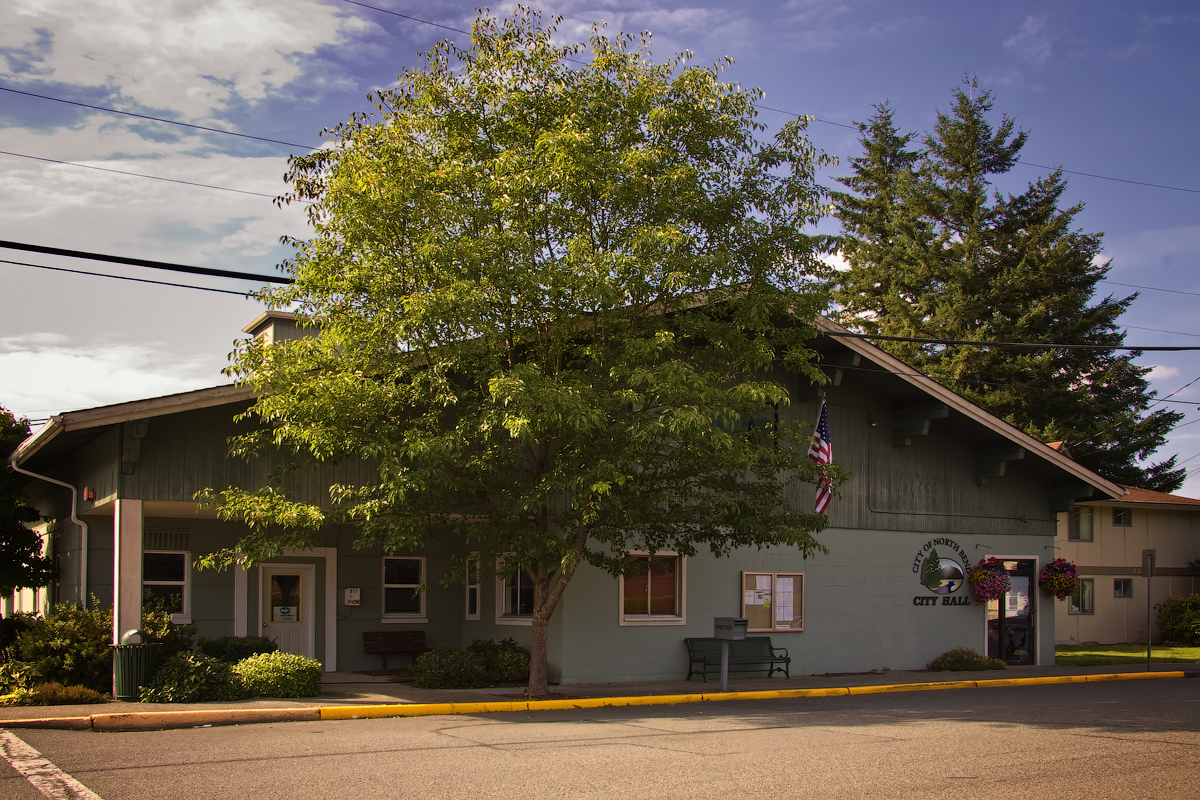
Das Rathaus
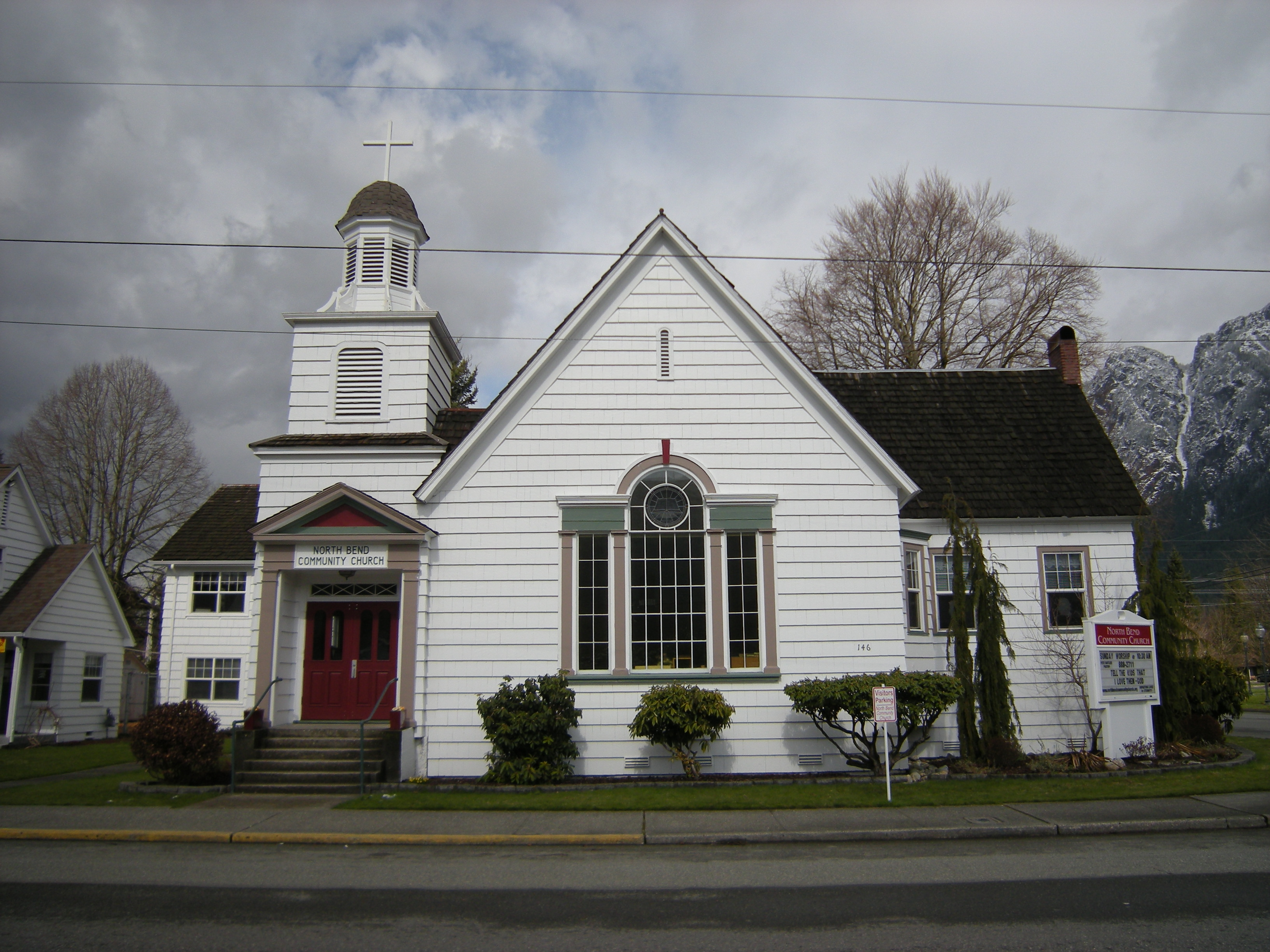
North Bend Community Church, gegründet 1898
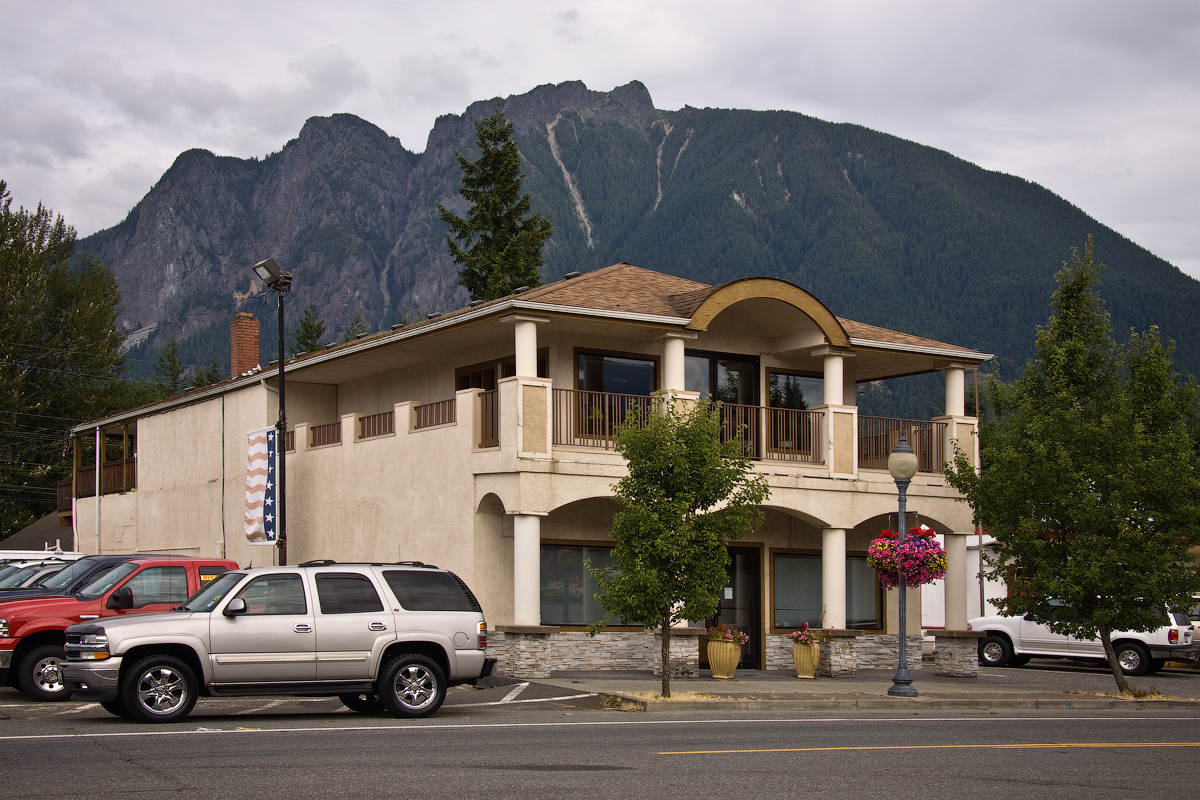
North Bend
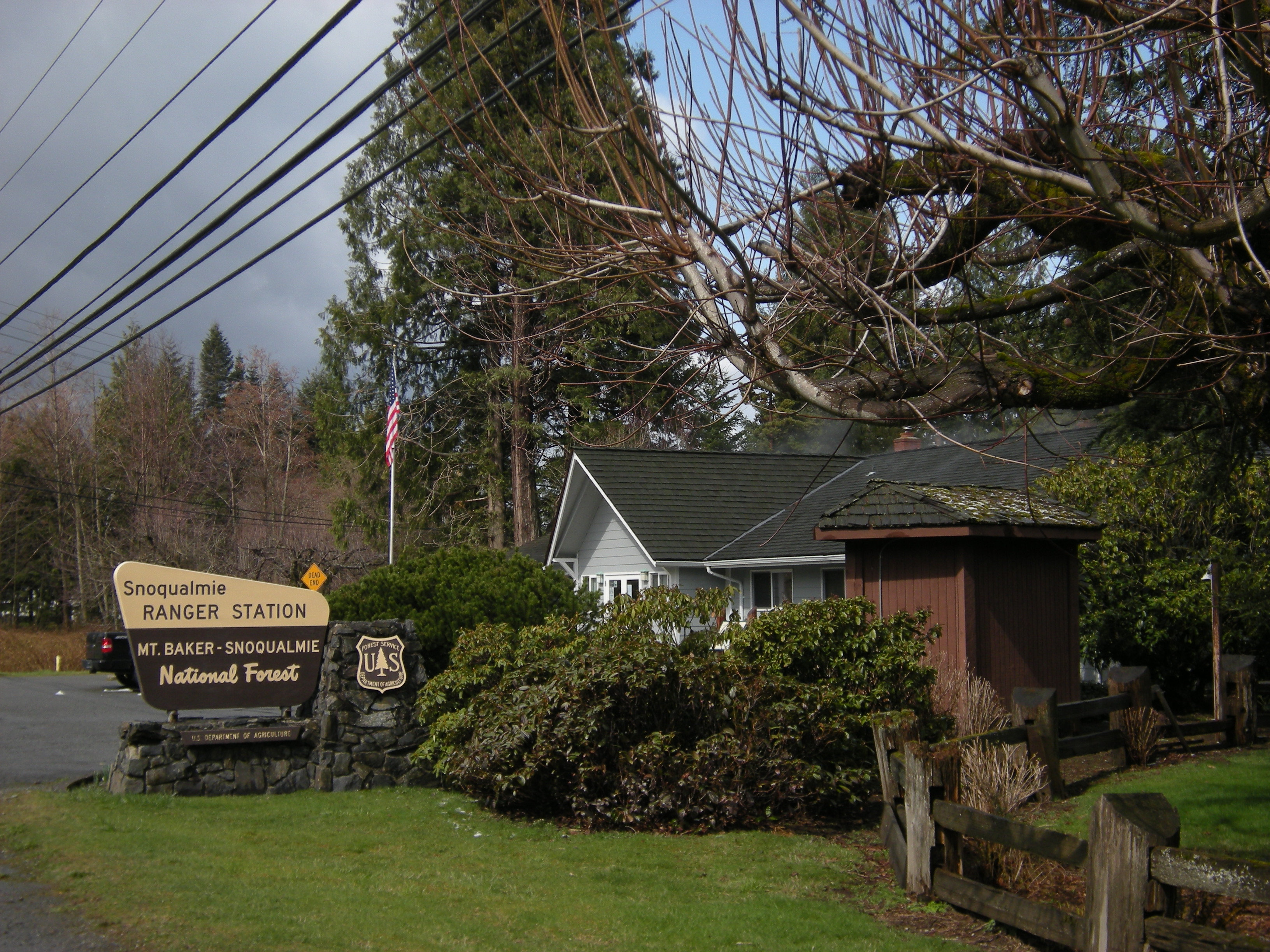
Die historische Ranger-Station
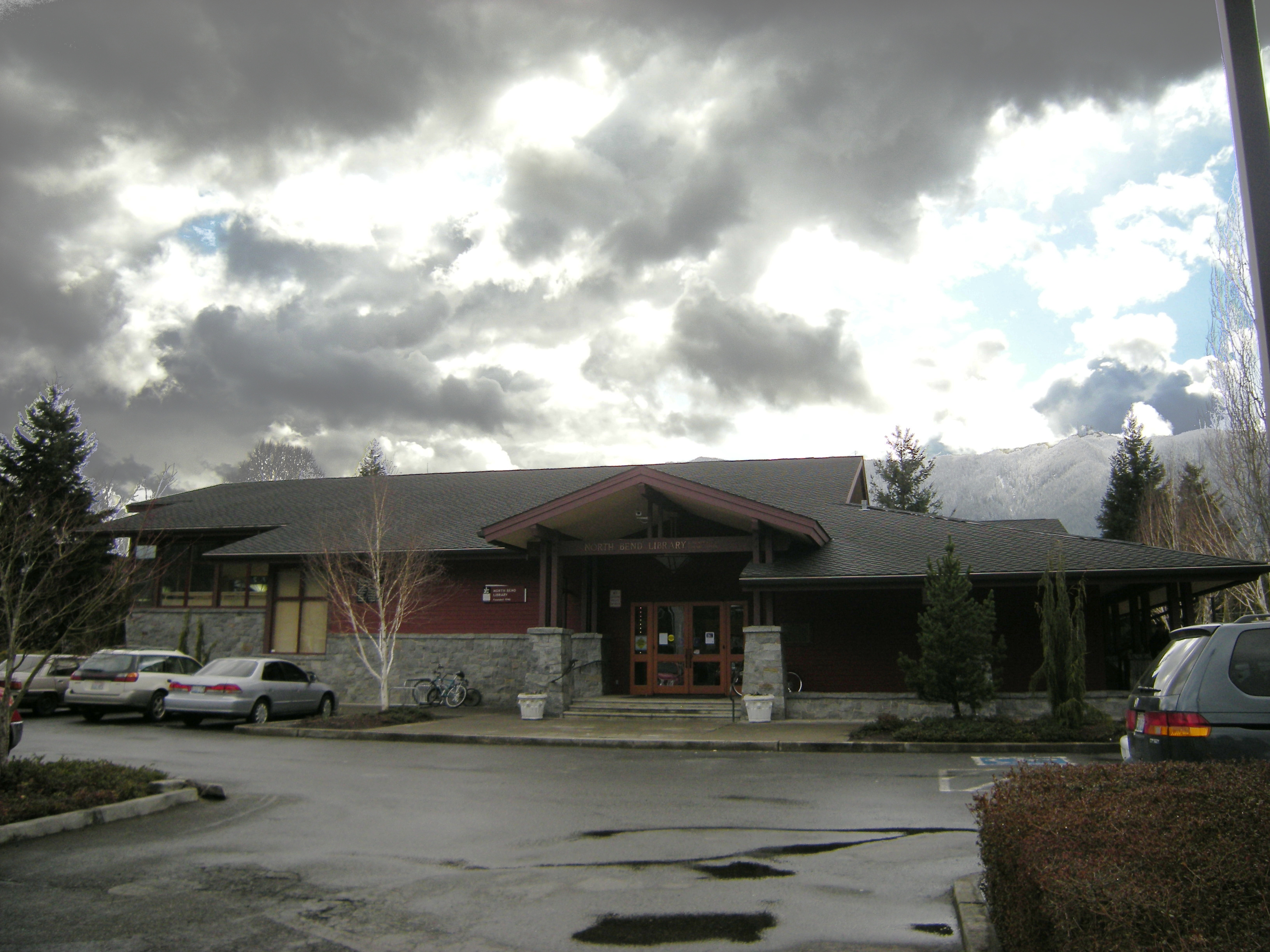
Die öffentliche Bibliothek
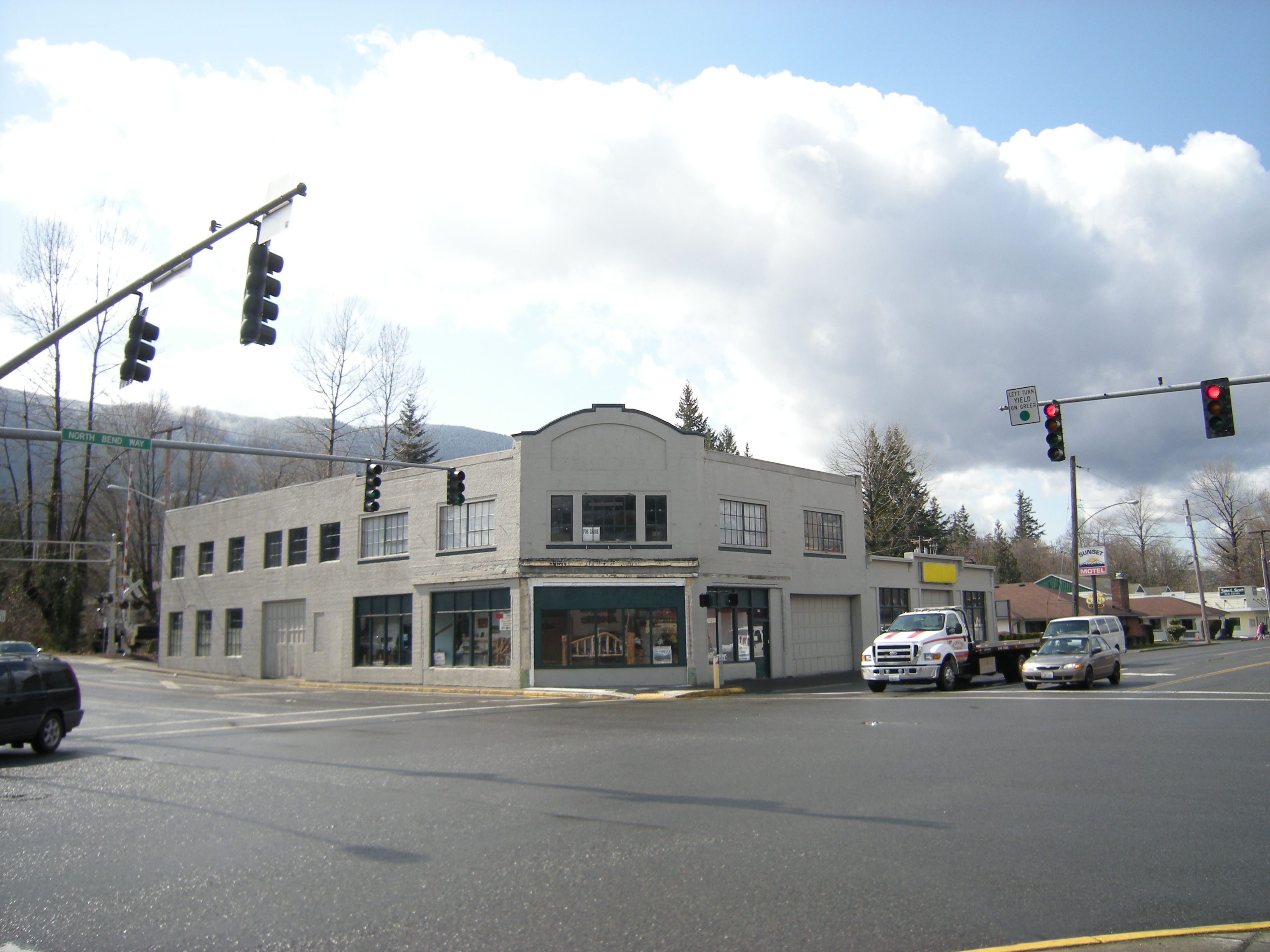
Die historische Sunset Garage, restauriert und genutzt als Büroraum
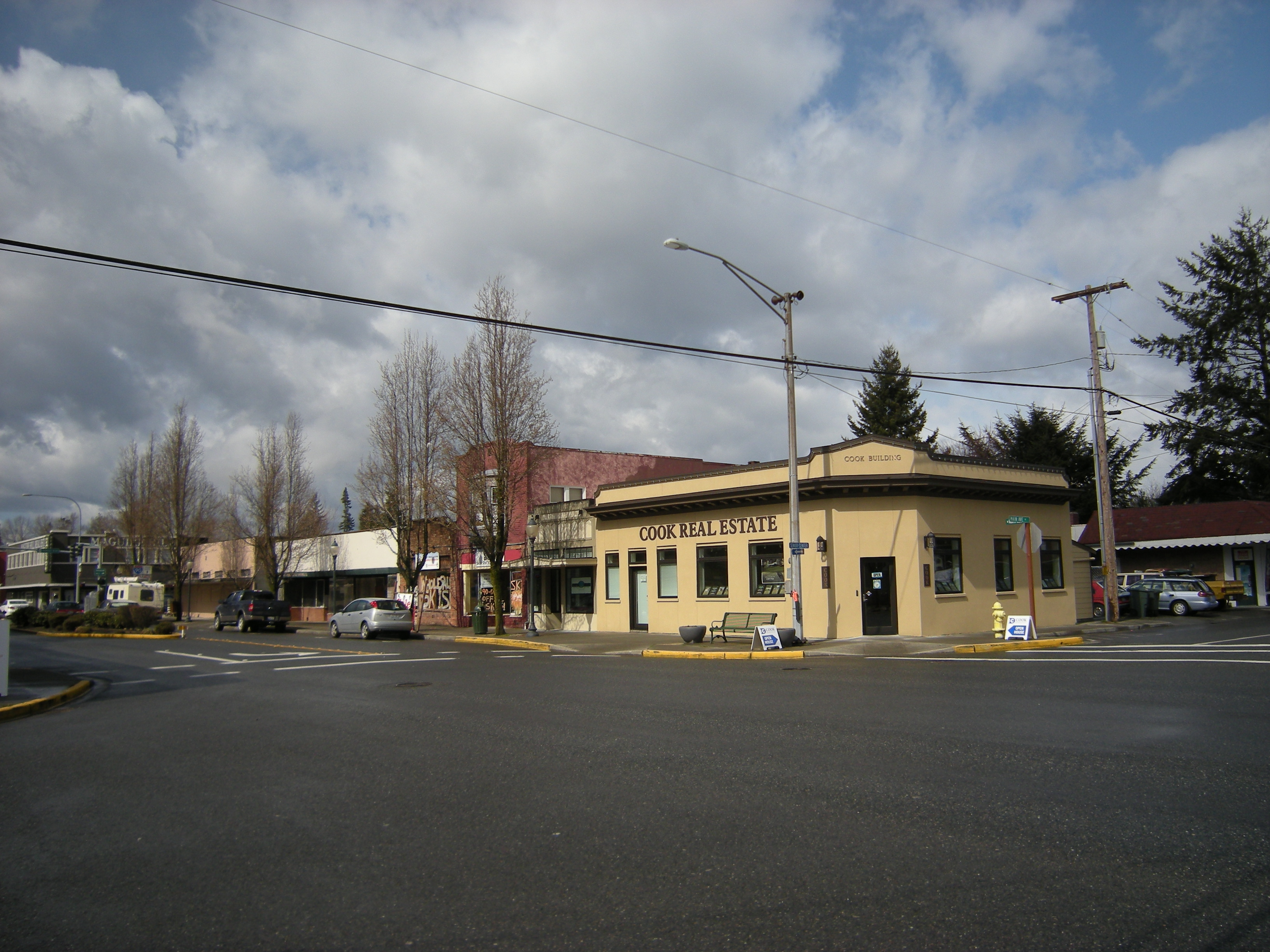
Das restaurierte historische Cook Building

## Verwaltung
North Bend wird als Municipal corporation verwaltet, nach deutschem Recht ggf. als Körperschaft des öffentlichen Rechts zu bezeichnen. Die Verwaltung übernehmen ein Bürgermeister (bis Dezember 2011: Kenneth G. Hearing) und ein Stadtrat. Die Mitglieder sind (Stand: etwa 2010/2011) Brenden Elwood, Alan Gothelf, Trevor Kostanich, Ross Loudenback, Jeanne Pettersen, Jonathan Rosen und Martin Volken.

## Wirtschaft
Zum größten Teil ist North Bend eine Schlafstadt für Bellevue und Seattle. Außerdem ist der Tourismus ein wachsender Wirtschaftszweig, der sich durch die Factory Outlet Shops und die Aktivitäten der Northwest Railway Museum entwickelt. Bei Nintendo North Bend sind etwa 400 Personen beschäftigt.

## Exekutive
Die mit der Durchsetzung der Gesetze betrauten Einrichtungen haben in der Vergangenheit mehrfach gewechselt. Von 1973 bis zum 8. März 2014 hatte die Stadt einen Vertrag mit dem King County Sheriff’s Office (KCSO) für die Vertretung der Polizeigewalt innerhalb der Stadtgrenzen. Als die Vertragslaufzeit endete, war es für das KCSO der am längsten geltende Vertrag. Zurzeit wird die Polizeigewalt durch das City of Snoqualmie Police Department vertreten.

## Sehenswürdigkeiten
Das King County und die Stadt North Bend haben folgende Sehenswürdigkeiten benannt:
| Sehenswürdigkeit                                     | Gebaut    | Gelistet | Adresse                           | Photo |
| ---------------------------------------------------- | --------- | -------- | --------------------------------- | ----- |
| Camp Waskowitz benannt nach Fritz Waskowitz          | 1935      | 1992     | 45509 SE 150th Street, North Bend |       |
| Si View Pool and Activity Center (WPA Park Building) | 1938–40   | 1984     | 400 SE Orchard Dr., North Bend    |       |
| North Bend Historic Commercial District              | 1889–1960 | 2000     | Bendigo Blvd. & No. Bend Way      |       |
| Tollgate Farmhouse                                   | ca. 1890  | 2002     | SR 202 (nahe Boalch Avenue)       |       |